# Gnomoniaceae
Gnomoniaceae es una familia de hongos en el orden Diaporthales. La familia fue circunscripta por el botánico Heinrich Georg Winter en 1886.

## Géneros
- Anisogramma
- Anisomyces
- Apiognomonia
- Bagcheea
- Clypeoporthe
- Cryptodiaporthe
- Cryptosporella
- Diplacella
- Ditopella
- Ditopellopsis
- Gnomonia
- Gnomoniella
- Gnomoniopsis
- Lambro
- Linospora
- Mamiania
- Mamianiella
- Ophiognomonia
- Ophiovalsa
- Phragmoporthe
- Phylloporthe
- Plagiostoma
- Pleuroceras
- Skottsbergiella
- Uleoporthe
- Valseutypella
- Xenotypa